# FM-8
후지쯔 마이크로 8(약칭 FM-8)는 1981년 5월 후지쯔가 개발하고 생산한 가정용 컴퓨터이다.

## 개발
FM-8는 후지쯔가 LKIT-8 키트 컴퓨터 이후 공개한 두 번째 마이크로컴퓨터이다. 이후 1982년 11월, 사업용 FM-11와 시장용 FM-7 후속기기 두 종이 FM-8를 대체했다.

## 같이 보기
- FM-7
- FM 타운즈